# Trifolium sintenisii
Trifolium sintenisii är en ärtväxtart som beskrevs av Josef Franz Freyn. Trifolium sintenisii ingår i släktet klövrar, och familjen ärtväxter. Inga underarter finns listade i Catalogue of Life.